# Лешек Енгелькінг
Лешек Марія Енгелькінг (пол. Leszek Maria Engelking, 2 лютого 1955, Хожув — 22 жовтня 2022, Прушкув) — польський поет, прозаїк, перекладач, літературний критик i літературознавець.

## Біографія
Народився у 1955 році в Битомі у Верхній Сілезії. Від 1970-го року мешкає у Брвінуві під Варшавою. Закінчив Варшавський університет (1979). У 2002 році захистив докторську дисертацію. Працює викладачем у Лодзькому університеті. Автор літературних досліджень, присвячених чеському письменству XX століття, творчості В. В. Набокова та ін.

## Вибрані твори

### Поезія
- Autobus do hotelu Cytera (Автобус до готелю Цитера, 1979)
- Haiku własne i cudze (Хоку власні й чужі, 1991)
- Mistrzyni kaligrafii i inne wiersze (Майстриня каліграфії та інші вірші, 1994)
- Dom piąty (Дім п'ятий, 1997)
- I inne wiersze (Та інші вірші, 2000)
- Muzeum dzieciństwa (Музей дитинства, 2011)
- Suplement (Πридаток, 2016)

### Проза
- Szczęście i inne prozy (Щастя та інша проза, 2007)

### Антології
- Wyspy na jeziorze, (Острови на озері, 1988), антологія британської та американської поезії
- Oko za ząb. Trzej współcześni poeci słowaccy (Око за зуб. Троє сучасних словацьких поетів, 2006)
- Maść przeciw poezji. Przekłady z poezji czeskiej (Мазь проти поезії. Антологія чеської поезії, 2008)

### Переклади
Твори Енгелькінга перекладені англійською, білоруською, верхньолужицькою, іспанською, литовською, німецькою, російською, сербською, словацькою, словенською, чеською мовами.

## Українські переклади
- Від цього не вмирають, Львів: Каменяр, 1997, переклади В. Дмитрука.

Твори Енгелькінга українською мовою перекладали теж Галина Крук та Остап Сливинський.

## Перекладацька діяльність
Енгелькінг багато перекладав
- з англійської: Чарлз Буковський, Володимир Володимирович Набоков, Езра Паунд, Ленґстон Х'юз, Вільям Батлер Єйтс
- з білоруської: Андрій Хаданович
- з іспанської: Хорхе Луїс Борхес, Герардо Бельтран, Федеріко Гарсія Лорка
- з російської: М. Аґєєв, Максиміліан Волошин, Микола Гумільов, Володимир Володимирович Набоков, Марина Цвєтаєва
- зі словацької: Павол Орсзаг-Гвєздослав, Іван Колєніч, Олег Пастєр, Кароль Хмель
- з української: Микола Воробйов, Ірина Жиленко, Маріанна Кіяновська, Ліна Костенко, Павло Тичина
- з чеської: Міхал Айваз, Егон Бонді, Іван Верніш, Мирослав Голуб, Якуб Демль, Ладислав Кліма, Людвік Кундера, Ярослав Сайферт, Яхим Топол

## Нагороди, премії
- Премія літературного журналу «Література на Свєцє», 1989, 2003, 2009
- Премія Спілки перекладачів Польщі, 2000
- Чеська Premia Bohemica[cs], 2003
- Премія Польського ПЕН-клубу, 2010

## Громадська позиція
У 2018 підтримав звернення Європейської кіноакадемії на захист ув'язненого у Росії українського режисера Олега Сенцова